# Rhagodera tuberculata
Rhagodera tuberculata is een keversoort uit de familie somberkevers (Zopheridae). De wetenschappelijke naam van de soort werd in 1843 gepubliceerd door Carl Gustaf Mannerheim.